# Veselovka (Kaliningrado)
Veselovka (en ruso: Весёловка), conocida de manera oficial hasta 1938 como Judtschen (en alemán: Judtschen, en lituano: Jučiai) y luego renombrada brevemente como Kanthausen (en alemán: Kanthausen), es una localidad rural a orillas del río Angrapa que forma parte del distrito de Cherniajovsk en el óblast de Kaliningrado, Rusia.

## Toponimia
El nombre del lugar es probable que su origen sea la descripción del suelo de humus que se encuentra aquí, la llamada tierra negra, que el nombre Judlaukis (en prusiano antiguo, lit "campo negro") también indica. 

## Geografía
Veselovka se encuentra a 15 kilómetros de Gúsev y de Cherniajovsk.

## Historia
Poco se sabe sobre la historia del asentamiento y la fundación del pueblo, pero sí se sabe que sobre el siglo XVI se fusionaron los pueblos de Launessieta y Ruduprast. En 1557 el lugar se llamó Jutzschentta, Jutzwethen o Jutzschwethen, pero ya en 1590 se escribió como Jutschen. En varios documentos, el lugar también se conoce como Judlaukis, Jüducze o Jodszen. A partir de 1615 se hace referencia a él en los documentos como "Juzchen" y desde 1620 se ha establecido la ortografía "Judtschen". Del siglo XVII al XIX, las variantes ortográficas "Judtschen", "Judschen" y "Jutschen" se encuentran en los diversos documentos.
De 1709 a 1711, la peste bubónica procedente de Polonia asoló Prusia Oriental y se cobró numerosas vidas. Amplias extensiones de tierra quedaron desiertas, especialmente en la "Lituania prusiana" (tierras habitados por los lietuvininkai), incluido el pueblo de Judtschen. El rey de Prusia inició y apoyó la inmigración de protestantes de Europa central y occidental. A partir de 1711, los colonos protestantes de Romandía (Suiza francófona) llegaron en gran número, también a Judtschen y aquí la comunidad floreció. En 1713, el "padre colono" Alexander von Dohna tomó la decisión de nombrar a un predicador francés y construir una iglesia reformada francesa (inaugurada en 1727, y en 1734 se pudo ocupar una nueva vicaría). A principios del siglo XIX cesó el uso del francés, incluso en los sermones. El joven Immanuel Kant vivió en Judtschen de 1747 a 1750 con el pastor Daniel Ernst Andersch y con el maestro de escuela Johann Jacob Challet como tutor privado de sus hijos (Kant también fue padrino de dos niños de Judtschen). 
En 1810 se construyó una nueva "casa del predicador". En 1848 se renovó la torre de la iglesia, en 1851 la nave sufrió una reparación importante y en 1865 se inició la construcción de una nueva vicaría, sobre los cimientos de los edificios anteriores. En 1860, se construyó en la ciudad recibió una estación en la Ostbahn entre Königsberg y Eydtkuhnen (actual Chernyshevskoye), con un puente arqueado sobre el Angrapa, lo cual fue de gran importancia económica para la Judtschen agrícola y sus alrededores.
En agosto de 1914, al comienzo de la Primera Guerra Mundial, Judtschen también fue ocupada por tropas rusas y su iglesia terminó quemada (reconstruida en 1925). La comunidad erigió un monumento de guerra a sus soldados caídos y desaparecidos al estilo de la época frente a la casa parroquial, con un águila prusiana volando en alto. También se construyeron nuevas casas en el pueblo como parte del programa de reconstrucción de Prusia Oriental.
Por razones políticas e ideológicas, Judtschen recibió el nombre de Kanthausen el 16 de julio de 1938. En 1939 la localidad contaba con 374 habitantes.
En octubre de 1944, el Ejército Rojo avanzó temporalmente en la región, pero fue rechazado por la Wehrmacht. Los residentes de Kanthausen fueron evacuados el 21 de octubre por tren. En enero de 1945, el pueblo alemán de Judtschen/Kanthausen llegó a su fin cuando fue ocupado por las tropas soviéticas. Solo alrededor del treinta por ciento de los edificios del período alemán han sobrevivido en el pueblo.
Desde entonces, el asentamiento se habitó por colonos de la Unión Soviética, principalmente rusos. En 1947, el lugar recibió el nombre ruso Veselovka y también fue asignado al raión de Cherniajovsk.

## Demografía
En 1910 la localidad contaba con 300 residentes y el número alcanzaba los 374 en 1939. En el pasado la mayoría de la población estaba compuesta por alemanes, pero tras el fin de la Segunda Guerra Mundial fueron expulsados a Alemania y se repobló con rusos.
| Gráfica de evolución de Veselovka entre 1905 y 2010 |
|                                                     |

## Infraestructura

### Arquitectura y monumentos
El edificio más significativo de Veselovka es la antigua casa en la que habitó Immanuel Kant durante su estancia en el pueblo. La casa fue construida a finales del siglo XVII, a mediados del siglo XVIII fue reconstruida en la casa del pastor Daniel Ernst Anders. Después de que el edificio permaneciera en ruinas durante mucho tiempo, se renovó y se utiliza como Museo de Kant desde 2018. También contaba con una iglesia protestante francesa, construida en el siglo XVIII, que sufrió numerosas reparaciones. Se reconstruyó en 1925 tras un incendio y, tras el paso a manos soviéticas, se usó para usos agrarios y como cantera para la construcción de pocilgas y carreteras (sus últimos restos fueron retirados en 1985). Unos kilómetros al sur del pueblo se encuentra el muro circular de un castillo fortificado prusiano, que todavía estaba en buenas condiciones en la década de 1930.

## Galería

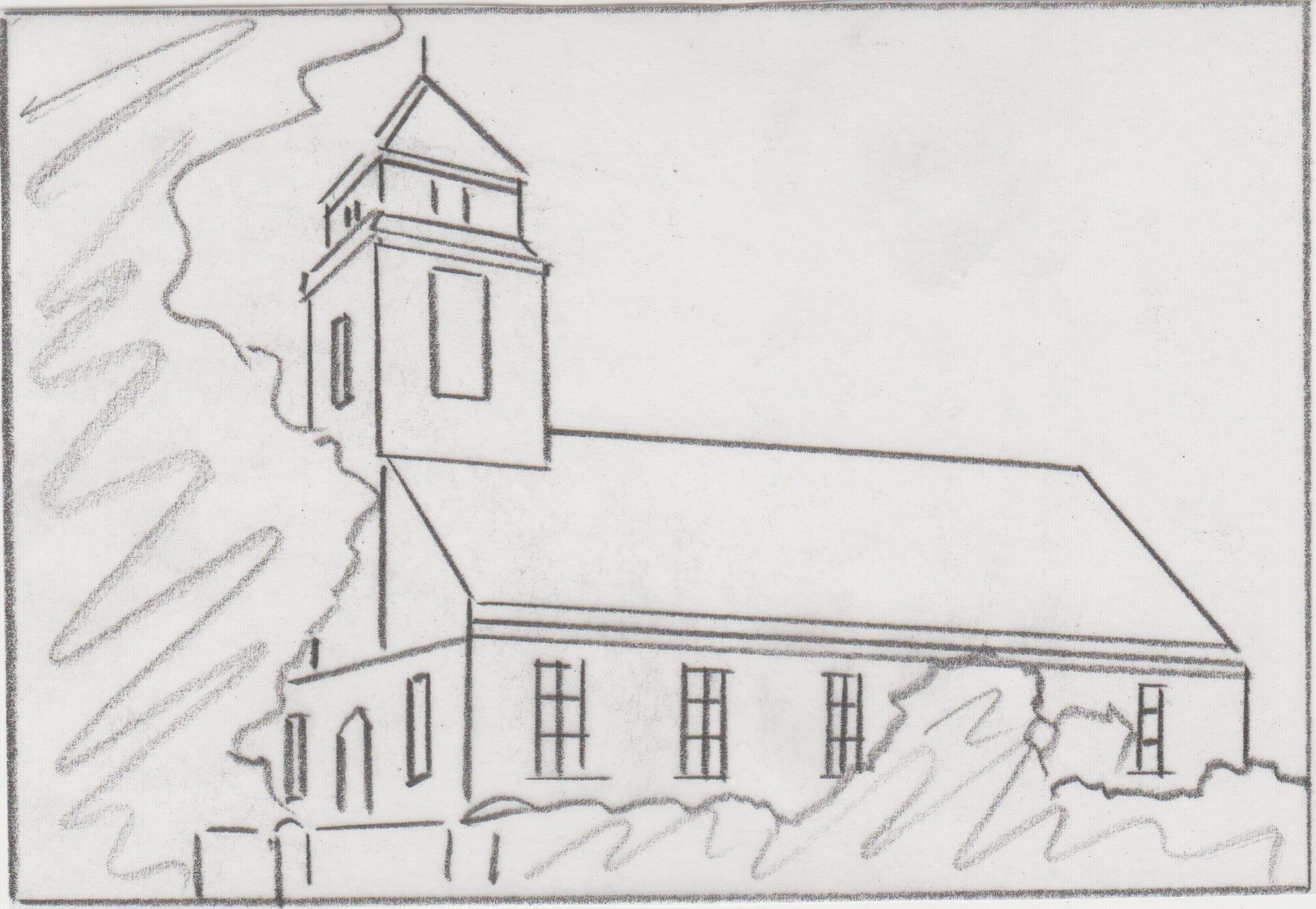
Boceto de la iglesia de Judtschen en 1914
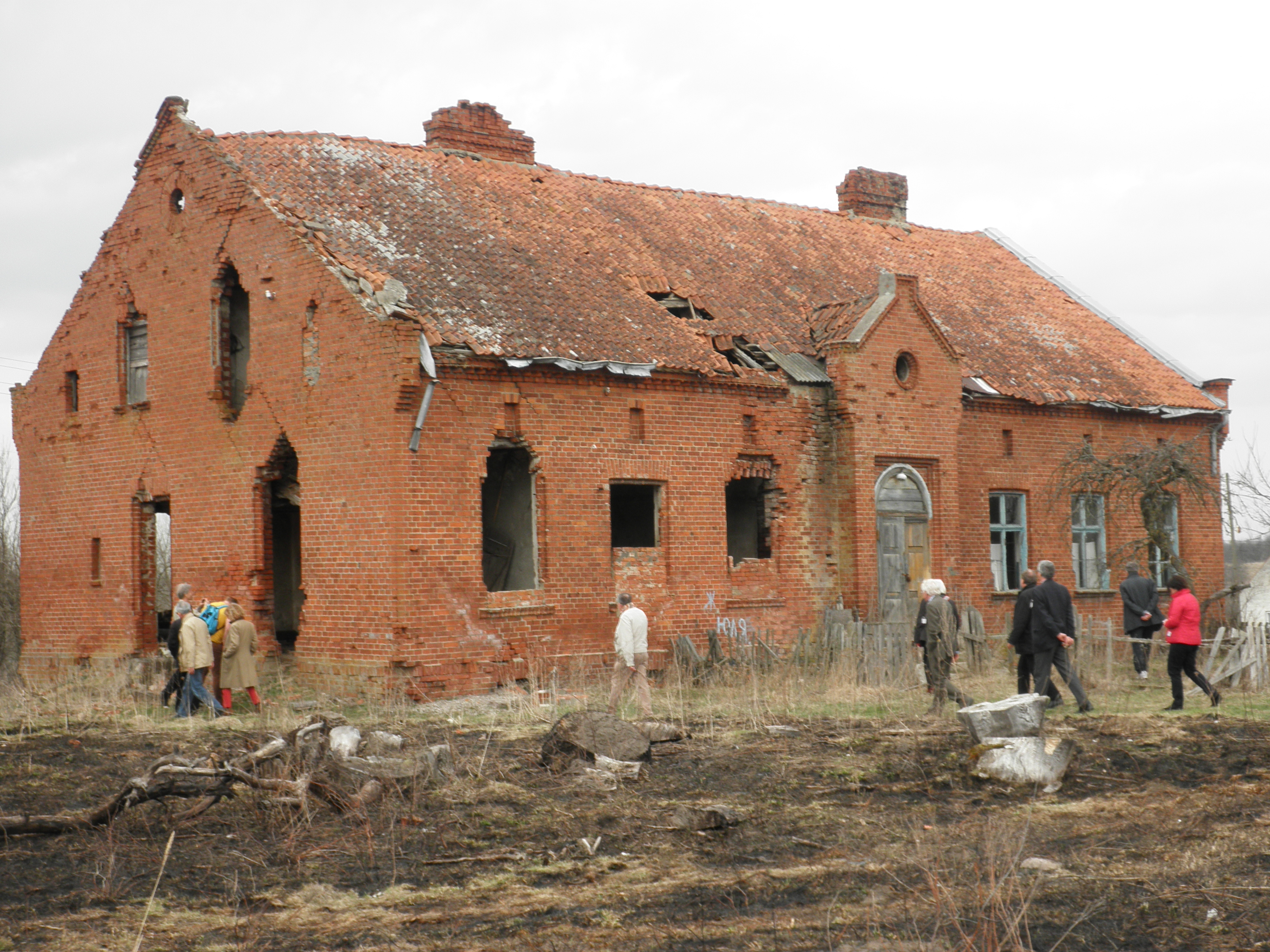
Ruinas de la casa de Kant (2013)
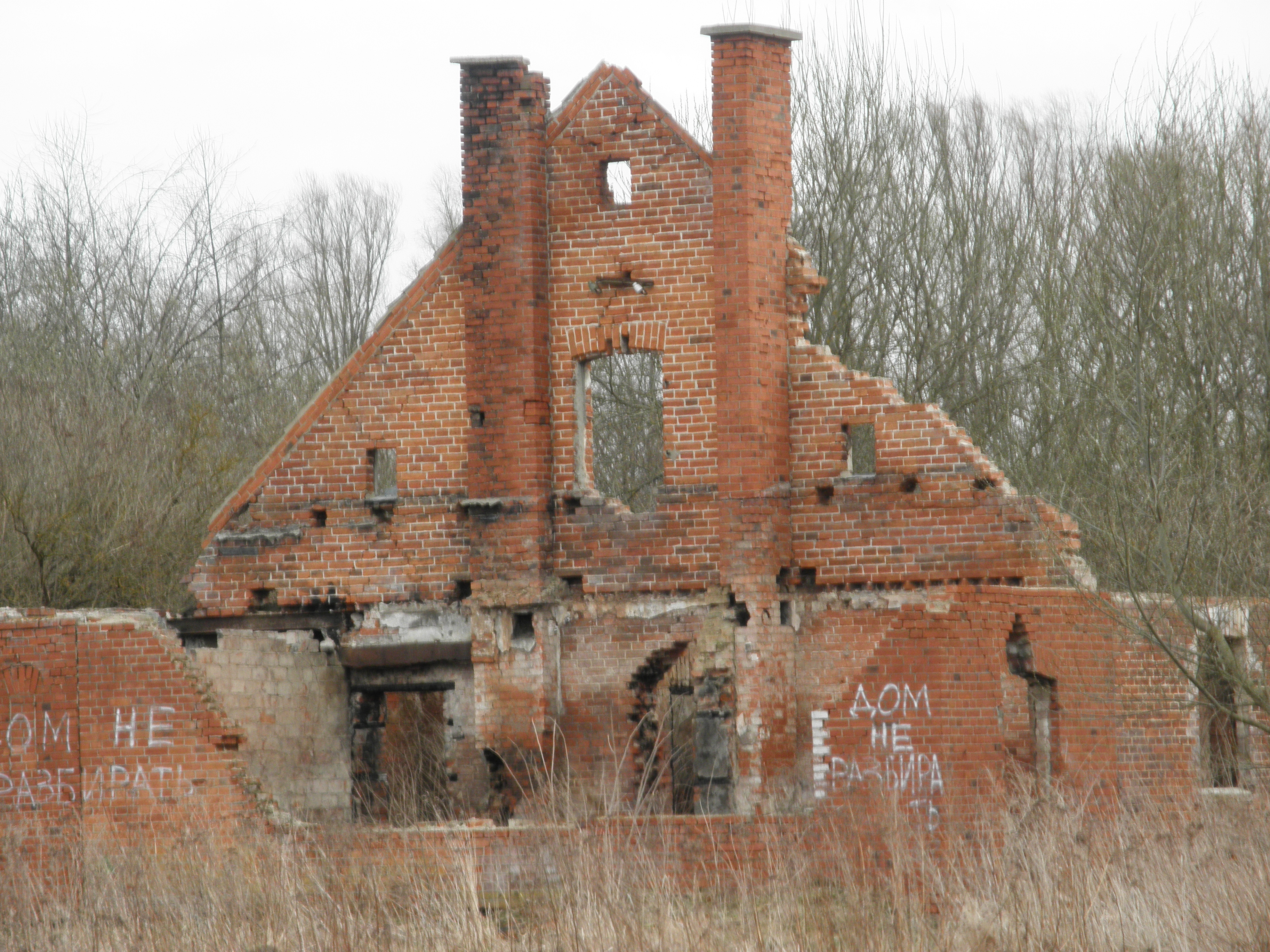
Ruinas de la casa de Kant (2013), hoy reparadas